# منصب (مكيراس)

تعديل مصدري - تعديل

منصب هي إحدى قرى عزلة مكيراس بمديرية مكيراس التابعة لمحافظة البيضاء، بلغ تعداد سكانها 367 نسمة حسب تعداد اليمن لعام 2004.